# Snooker-Saison 2025/26
Die Snooker-Saison 2025/26 ist eine Serie von Snooker-Turnieren, die zur World Snooker Tour gehören.

## Saisonergebnisse
In der Vorsaison hatte Judd Trump 100 Breaks von 100 oder mehr Punkten erzielt und erstmals eine Sonderprämie von 100.000 £ erhalten. Diese Prämie wurde in diesem Spieljahr zum zweiten Mal in Aussicht gestellt.
Alle Angaben sind vorläufig.
| Datum                             | Turnier                           | Austragungsort | Art                   | Sieger          | Finalist          | Ergebnis |
| --------------------------------- | --------------------------------- | -------------- | --------------------- | --------------- | ----------------- | -------- |
| 30. Juni bis 23. Juli 2025        | Championship League 2025          | Leicester      | Weltranglistenturnier | Stephen Maguire | Joe O’Connor      | 3:1      |
| 28. Juli bis 3. August 2025       | Shanghai Masters 2025             | Shanghai       | Einladungsturnier     | Kyren Wilson    | Ali Carter        | 11:9     |
| 8. bis 16. August 2025            | Saudi Arabia Snooker Masters 2025 | Dschidda       | Weltranglistenturnier | Neil Robertson  | Ronnie O’Sullivan | 10:9     |
| 24. bis 30. August 2025           | Wuhan Open 2025                   | Wuhan          | Weltranglistenturnier | ~Niemandsland   | ~Niemandsland     | –:–      |
| 15. bis 21. September 2025        | English Open 2025                 | Brentwood      | Weltranglistenturnier | ~Niemandsland   | ~Niemandsland     | –:–      |
| 22. bis 28. September 2025        | British Open 2025                 | Cheltenham     | Weltranglistenturnier | ~Niemandsland   | ~Niemandsland     | –:–      |
| 7. bis 13. Oktober 2025           | Xi’an Grand Prix 2025             | Xi’an          | Weltranglistenturnier | ~Niemandsland   | ~Niemandsland     | –:–      |
| 19. bis 26. Oktober 2025          | Northern Ireland Open 2025        | Belfast        | Weltranglistenturnier | ~Niemandsland   | ~Niemandsland     | –:–      |
| 2. bis 9. November 2025           | International Championship 2025   |                | Weltranglistenturnier | ~Niemandsland   | ~Niemandsland     | –:–      |
| 10. bis 16. November 2025         | Champion of Champions 2025        | Leicester      | Einladungsturnier     | ~Niemandsland   | ~Niemandsland     | –:–      |
| 29. November bis 7. Dezember 2025 | UK Championship 2025              | York           | Weltranglistenturnier | ~Niemandsland   | ~Niemandsland     | –:–      |
| 10. bis 13. Dezember 2025         | Snooker Shoot-Out 2025            | Blackpool      | Weltranglistenturnier | ~Niemandsland   | ~Niemandsland     | –:– a    |
| 15. bis 21. Dezember 2025         | Scottish Open 2025                | Edinburgh      | Weltranglistenturnier | ~Niemandsland   | ~Niemandsland     | –:–      |
| 2. Januar bis 11. Februar 2026    | Championship League 2026          | Leicester      | Einladungsturnier     | ~Niemandsland   | ~Niemandsland     | –:–      |
| 11. bis 18. Januar 2026           | Masters 2026                      | London         | Einladungsturnier     | ~Niemandsland   | ~Niemandsland     | –:–      |
| 26. Januar bis 1. Februar 2026    | German Masters 2026               | Berlin         | Weltranglistenturnier | ~Niemandsland   | ~Niemandsland     | –:–      |
| 3. bis 8. Februar 2026            | World Grand Prix 2026             | Hongkong       | Weltranglistenturnier | ~Niemandsland   | ~Niemandsland     | –:–      |
| 16. bis 22. Februar 2026          | Players Championship 2026         | Telford        | Weltranglistenturnier | ~Niemandsland   | ~Niemandsland     | –:–      |
| 23. Februar bis 1. März 2026      | Welsh Open 2026                   | Llandudno      | Weltranglistenturnier | ~Niemandsland   | ~Niemandsland     | –:–      |
| 16. bis 22. März 2026             | World Open 2026                   |                | Weltranglistenturnier | ~Niemandsland   | ~Niemandsland     | –:–      |
| 30. März bis 5. April 2026        | Tour Championship 2026            | Manchester     | Weltranglistenturnier | ~Niemandsland   | ~Niemandsland     | –:–      |
| 18. April bis 4. Mai 2026         | Snookerweltmeisterschaft 2026     | Sheffield      | Weltranglistenturnier | ~Niemandsland   | ~Niemandsland     | –:–      |

## Spieler der Profitour 2025/26
Die 64 bestplatzierten Spieler der Weltrangliste am Ende der Saison 2024/25 und 31 weitere Spieler, die 2024 die Startberechtigung für zwei Jahre erhalten hatten, behalten ihren Platz auf der Profitour.
Folgende Spieler kommen als Neuzugänge hinzu und erhalten einen Startplatz für die Spielzeiten 2025/26 und 2026/27:
| Qualifikation über die Ein-Jahres-Rangliste - Louis Heathcote - Ross Muir - Jiang Jun - Liam Graham Internationale Qualifikationen: - Yao Pengcheng – China (CBSA China Tour) - Lan Yuhao – China (CBSA China Tour) - Michał Szubarczyk – Europa (EBSA – Vizeeuropameister Anm. 1) - Iulian Boiko – Europa (EBSA – U21-Europameister) - Chang Bingyu – Asien/Pazifik (APSBF – Asien-Pazifik-Meister) - Sahil Nayyar – Amerika (PABSA – Pan-Amerika-Meister) - Mahmoud El Hareedy – Afrika (ABSC – Afrikameister) Qualifikation über die World Women’s Snooker Tour: - Ng On Yee - Reanne Evans Qualifikation über die WSF Championship: - Gao Yang (Open Championship) - Leone Crowley (Junior Championship) Qualifikation über die Weltmeisterschaft: - Zhao Xintong | Qualifikation über die WPBSA Q Tour Global: - Dylan Emery Anm. 2 - Steven Hallworth - Liam Highfield - Florian Nüßle Qualifikation über die Q School (Turnier 1, Turnier 2) - Liam Pullen - Oliver Brown - Alexander Ursenbacher - Mateusz Baranowski - David Grace - Ian Burns - Fergal Quinn - Connor Benzey Qualifikation über die Asia-Oceania Q School (Turnier 1, Turnier 2) - Chatchapong Nasa - Liu Wenwei - Xu Yichen - Zhao Hanyang Invitational Tour Card - Jimmy White - Marco Fu Zusätzliche Tour Card - Sam Craigie Anm. 3 |